# Савелли, Стефан
Стефан Савелли (итал. Stefan Savelli; род. 23 декабря 1989, Неаполь) — писатель, поэт, журналист и редактор.

## Биография
Родился 23 декабря 1989 года. Отец Савелли был инженером, авиаконструктором, жил и работал в Перми. В Перми же c конца XIX века жили другие представители Савелли — семья Террачиано, перебравшаяся из Неаполя.
Образование
Выпускник средней школы № 10 г. Перми. В 2013 году окончил факультет культурологии Пермской государственной академии искусства и культуры (ПГАИК).

## Карьера
Получил известность, проявив себя в литературном творчестве и разных жанрах журналистики. Стал одним из ведущих журналистов в Пермском крае в период сотрудничества с РИА URA.RU, создатель и первый руководитель региональной редакции информагентства.
В 2010 году победил в номинации «Поэзия» на конкурсе, посвящённом 65-летию Победы и 35-летию Пермского государственного института искусства и культуры (ПГИИК). В 2013 году участвовал в международном конкурсе драматургов «Евразия» с пьесой «Мама не спит», написанной на итальянском и неаполитанском языках и переведенной на русский. Пьеса вошла в шорт-лист конкурса. Позже была опубликована в литературном журнале «Вещь» на русском языке.
С 2013 года профессионально занимался журналистикой и сотрудничал с федеральными (РИА URA.RU, РИА «ФедералПресс» и др.) и региональными (59.RU, Properm, «Пермский Обозреватель» и др.) СМИ. В период 2015-2019 годов возглавлял филиал РИА URA.RU в Пермском крае, на базе которого в 2018 году создана региональная редакция. В январе 2019 года Савелли покинул РИА URA.RU из-за расхождения с учредителем СМИ во взглядах на редакционную политику, управление пермским филиалом перешло редакции в Екатеринбурге.
Позднее занимался независимыми журналистскими проектами. В 2019 году создал интернет-издание Prime, которое фактически было закрыто три года спустя. В 2022 году прекратил сотрудничество с российскими СМИ.
Эксперт и аналитик в области региональной политики. С 2017 года — постоянный эксперт рейтинга «Коэффициент полезности депутатов Госдумы».
Является служителем-мирянином католической церкви, служителем литургии в храме в Перми, принадлежащем к Римско-Католической Архиепархии Божией Матери с центром в Москве.

## Публикации
Широкую известность получили в том числе публикации Савелли на основе личных бесед и встреч с режиссёрами Кшиштофом Занусси и Романом Виктюком, апостольским нунцием в России Челестино Мильоре и футбольным тренером Роберто Манчини; исследования феномена «пермской культурной революции» и обзоры проектов музыканта Теодора Курентзиса, интервью с деятелями культуры (художник Александр Жунев, актер и деятель КВН Армен Бежанян, режиссеры Владимир Гурфинкель и Павел Лунгин, кинооператор Сергей Ландо и другие). Показал высокую экспертность в области региональной и федеральной политики, публикации Савелли вызвали широкий общественный резонанс.
2 февраля 2017 года РИА URA.RU выпустило статью «Басаргину ищут преемника и работу», в которой Савелли утверждал, что губернатор Пермского края Виктор Басаргин в ближайшие дни отправится в отставку, а его место готовится занять министр правительства Москвы Максим Решетников. Источников информации Савелли не раскрыл, в связи с чем статья вызвала острую реакцию региональной власти и критику со стороны журналистского сообщества. Администрация губернатора опровергала утверждение о скорой отставке. Однако уже 6 февраля Басаргин объявил об уходе, на посту губернатора его действительно сменил Решетников.
Максим Решетников в марте 2018 года дал Савелли своё первое большое интервью, которое вышло в трёх частях. В последующих публикациях Савелли предполагал, что Решетников не намерен находиться на посту губернатора Пермского края до конца пятилетнего срока полномочий, поскольку рассматривает варианты перехода на федеральный уровень. Этот тезис регулярно опровергался региональной властью, однако 21 января 2021 года Решетников вошёл в новый состав Правительства РФ и возглавил министерство экономического развития РФ.
В 2017 году вышел ряд статей, посвященных уголовному делу о «пермском пьяном мальчике» (также называлось в прессе делом о «ДТП с перемещением»). В публикациях Савелли на основе имевшихся материалов опроверг выводы экспертиз о том, что виновником смертельного ДТП являлся погибший в аварии. Таким образом, фактически утверждалось, что в результате последовательных ошибок следствия и экспертов настоящий виновник избежал наказания. Публикации вызвали значительный интерес следственных органов, привели к проверке со стороны Генпрокуратуры РФ и проведению новых экспертиз. Расследование дела взял на контроль член Совета Федерации Алексей Пушков. Председатель Следственного комитета (СК) РФ Александр Бастрыкин пригласил отца погибшего в ДТП на личный прием. После этого дело было передано на расследование в центральный аппарат СК РФ, публикации в качестве доказательств были приобщены к материалам дела. Выводы статей подтвердились, виновник ДТП был установлен и дал признательные показания: выяснилось, что он, находясь за рулем автомобиля, допустил ДТП, после чего, несмотря на полученные травмы, успел пересадить погибшего пассажира на водительское место, а эксперты пришли к неверным выводам, противоречащим фактическим обстоятельствам происшествия.
Профессиональная и гражданская позиции
В сентябре 2018 года после фактов задержания во время уличных акций сотрудников СМИ присоединился к открытому письму с призывом не допустить преследования журналистов за их профессиональную деятельность.
В апреле 2018 года газета «Новый компаньон» выпустила статью «Гигантский элитарный чат», в которой назывались предполагаемые авторы анонимных Telegram-каналов. Савелли в качестве эксперта в этой публикации опроверг свою причастность к каналам и выступил против того, чтобы анонимные сообщения, компрометирующие представителей власти или других персон, становились источниками информации для СМИ, поскольку «автор-аноним по определению не является моральным авторитетом».